# Nassim Akrour
Nassim Akrour (ar. نسيم أكرور, ur. 10 lipca 1974 w Courbevoie) – algierski piłkarz grający na pozycji napastnika.

## Kariera klubowa
Akrour urodził się we Francji, w rodzinie pochodzenia algierskiego. Karierę piłkarską rozpoczął w amatorskim klubie Olympique Noisy-le-Sec, gdzie grał w latach 1995–1997. Następnie grał w angielskich Sutton United i Woking, a w 2000 roku wrócił do Francji i został zawodnikiem trzecioligowego FC Istres. W 2001 roku awansował z nim z trzeciej do drugiej ligi. Latem 2002 Algierczyk odszedł do pierwszoligowego Troyes AC. W jego barwach zadebiutował 24 sierpnia 2002 w zremisowanym 0:0 wyjazdowym spotkaniu z Lille OSC. W 2003 roku spadł z Troyes z Ligue 1 do Ligue 2.
W 2004 roku Akrour przeszedł z Troyes do Le Havre AC, innego drugoligowca. W nim zadebiutował 6 sierpnia 2004 w meczu z Chamois Niortais. W Le Havre spędził rundę jesienną sezonu 2004/2005, a zimą odszedł do Grenoble Foot 38. W Grenoble po raz pierwszy wystąpił 11 stycznia 2005 w spotkaniu z Chamois Niortais (5:1) i w debiucie zdobył gola. W sezonie 2007/2008 wywalczył z Grenoble awans z Ligue 2 do Ligue 1. Łącznie przez 5,5 roku dla Grenoble w 194 ligowych pojedynkach zdobył 54 gole.
Latem 2010 roku Akrour powrócił do FC Istres, gdzie grał od 2010 do 2013 roku. Następnie występował w Grenoble Foot 38, a w 2016 przeszedł do Annecy FC.
| Sezon   | Klub             | Kraj    | Rozgrywki  | Mecze | Bramki | Rozgrywki Europy      | Mecze | Bramki |
| ------- | ---------------- | ------- | ---------- | ----- | ------ | --------------------- | ----- | ------ |
| 1999/00 | Woking           | Anglia  | Conference | 38    | 12     | –                     | –     | –      |
| 2000/01 | FC Istres        | Francja | National   | 38    | 16     | –                     | –     | –      |
| 2001/02 | FC Istres        | Francja | Ligue 2    | 36    | 16     | –                     | –     | –      |
| 2002/03 | Troyes AC        | Francja | Ligue 1    | 13    | 1      | Puchar Intertoto UEFA | 4     | 0      |
| 2003/04 | Troyes AC        | Francja | Ligue 2    | 31    | 9      | –                     | –     | –      |
| 2004/05 | Le Havre AC      | Francja | Ligue 2    | 16    | 2      | –                     | –     | –      |
| 2004/05 | Grenoble Foot 38 | Francja | Ligue 2    | 19    | 5      | –                     | –     | –      |
| 2005/06 | Grenoble Foot 38 | Francja | Ligue 2    | 38    | 12     | –                     | –     | –      |
| 2006/07 | Grenoble Foot 38 | Francja | Ligue 2    | 29    | 12     | –                     | –     | –      |
| 2007/08 | Grenoble Foot 38 | Francja | Ligue 2    | 33    | 13     | –                     | –     | –      |
| 2008/09 | Grenoble Foot 38 | Francja | Ligue 1    | 37    | 6      | –                     | –     | –      |
| 2009/10 | Grenoble Foot 38 | Francja | Ligue 1    | 38    | 6      | –                     | –     | –      |
| 2010/11 | FC Istres        | Francja | Ligue 2    | 33    | 14     | –                     | –     | –      |
| 2011/12 | FC Istres        | Francja | Ligue 2    | 36    | 9      | –                     | –     | –      |
| 2012/13 | FC Istres        | Francja | Ligue 2    | 19    | 3      | –                     | –     | –      |
| 2012/13 | FC Istres        | Francja | Ligue 2    | 32    | 5      | –                     | –     | –      |
| 2013/14 | Grenoble Foot 38 | Francja | CFA        | 25    | 12     | –                     | –     | –      |
| 2014/15 | Grenoble Foot 38 | Francja | CFA        | 29    | 16     | –                     | –     | –      |
| 2015/16 | Grenoble Foot 38 | Francja | CFA        | 29    | 12     | –                     | –     | –      |
| 2016/17 | Annecy FC        | Francja | CFA        | 20    | 11     | –                     | –     | –      |
| 2017/18 | Annecy FC        | Francja | CFA        | 25    | 15     | –                     | –     | –      |

Stan na: koniec sezonu 2017/2018

## Kariera reprezentacyjna
W reprezentacji Algierii Akrour zadebiutował 6 grudnia 2001 roku w zremisowanym 0:0 towarzyskim spotkaniu z Ghaną. W 2002 roku podczas Pucharu Narodów Afryki 2002 wystąpił w 3 meczach: z Nigerią (0:1), z Liberią (2:2 i gol w 45. minucie) i z Mali (0:2). Natomiast w 2004 roku w Pucharze Narodów Afryki 2004 rozegrał 2 spotkania: z Zimbabwe (1:2) i ćwierćfinałowe z Marokiem (1:3). Od 2001 do 2004 roku rozegrał w kadrze narodowej 18 spotkań i strzelił 6 goli.